# Каламкарян, Амаяк Артёмович
Амаяк Артемович Каламкарян (18 января 1918, Карс — 10 августа 1995, Москва) — выдающийся советский дерматовенеролог, доктор медицинских наук, профессор, заслуженный деятель науки РСФСР.
Под его руководством впервые в стране проведено клинико-экспериментальное изучение фотохимиотерапии (ПУВА) псориаза.

## Биография
Амаяк Каламкарян родился 18 января 1918 года в г. Карс.

## Карьера
В 1938 г. он поступил в 1-й Московский медицинский институт, а в 1941 г. был переведен в Тбилисский медицинский институт. Сразу же после получения диплома в 1943 г. А. А. Каламкарян стал участником Великой Отечественной войны. Его служба в этот период отмечена орденом Отечественной войны II степени и медалями.
В 1946—1947 гг. он обучался в клинической ординатуре Харьковского научно-исследовательского института дерматологии и венерологии. В 1948 г. в его жизни произошло судьбоносное событие — А. А. Каламкарян на всю жизнь стал сотрудником отдела дерматологии Центрального научно-исследовательского кожно-венерологического института, который в то время возглавлял проф. Л. Н. Машкиллейсон.
В 1958 г. А. А. Каламкарян защитил кандидатскую диссертацию «Клинические и экспериментальные материалы к вопросу об эффективности хлортетрациклина (биомицина) и синтомицина при лечении пиодермитов», положив начало широкому использованию этих препаратов в лечении гнойничковых заболеваний кожи, в 1969 г. — докторскую диссертацию «Ретикулезы кожи. Клиника, гистология, цитология и терапия первичного ретикулеза и ретикулосаркоматоза кожи». Для научных исследований А. А. Каламкаряна всегда был характерен скрупулезный анализ огромного числа наблюдений. Так, разработка научного материала, посвященного грибовидному микозу, включала анализ клинических и лабораторных результатов обследования 1500 больных, при изучении саркомы Капоши были обследованы 300 больных. Полученные исследования позволили внедрить в лечебную практику высокоэффективные отечественные цитостатики, в том числе проспидин.
Под руководством А. А. Каламкаряна, руководившим отделением дерматологии с 1975 по 1988 г., были выполнены важные и приоритетные исследования патогенеза тяжелых хронических дерматозов, внедрена фотохимиотерапия, метод комбинированного лечения кортикостероидными и цитостатическими препаратами больных злокачественными лимфомами и хронической язвенной пиодермией.
Вместе с Н. С. Потекаевым, М. А. Самгиным и В. Н. Гребенюком в 1984 г. он был удостоен премии Совета министров за разработку и внедрение в практику комплекса средств, методов лечения и профилактики герпес-вирусных заболеваний.
С 1978 по 1995 г. Амаяк Артемович возглавлял Московское общество дерматовенерологов. Он впервые в стране описал ряд редких дерматозов, в частности болезнь Кимуры, эозинофильный фасциит, гранулематоз Вегенера, пепельный дерматоз и др. Его перу принадлежат более 300 научных работ, а также известные многим дерматологам монографии: «Клиника и терапия ретикулезов кожи», «Саркома Капоши», «Хронические стафилококковые инфекции кожи», «Мастоцитоз». Написанная им в соавторстве с Л. Я. Трофимовой и В. Н. Мордовцевым «Клиническая дерматология: редкие и атипичные дерматозы» остается одной из самых востребованных в русскоязычной литературе.

## Смерть

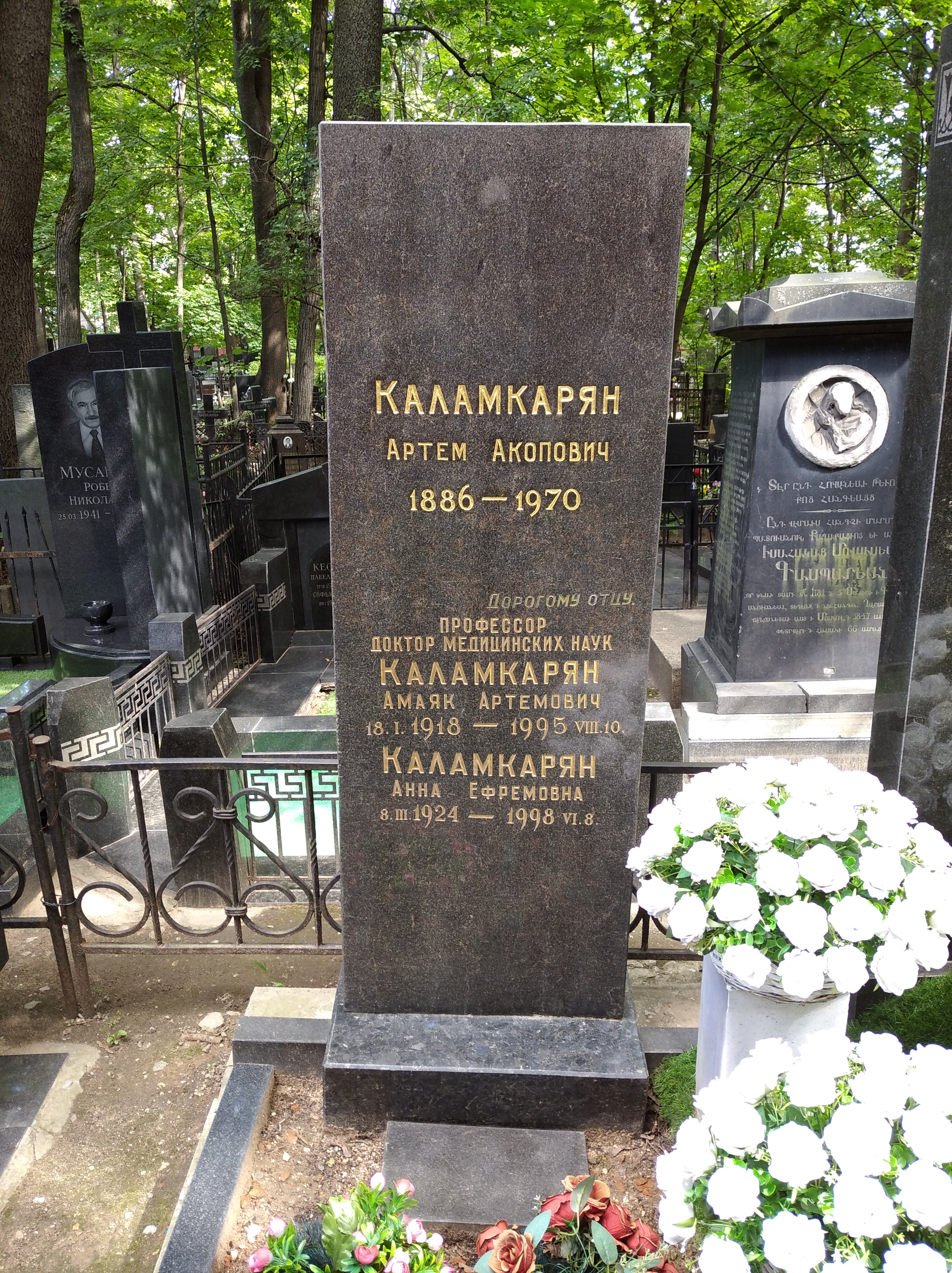
Могила А. А. Каламкаряна

Умер 10 августа 1995 года в Москве. Похоронен на Армянском кладбище.

## Научные труды
А. А. Каламкарян опубликовал более 300 научных работ. Среди них:
- Клиника и терапия ретикулезов кожи / А. А. Каламкарян, 175 с. 17 л. ил. 20 см, Ереван Айастан 1983
- Клиническая дерматология: редкие и атипичные дерматозы / А. А. Каламкарян, В. Н. Мордовцев, Л. Я. Трофимова, 566,[1] с. ил. 22 см, Ереван Айастан 1989
- Саркома Капоши / А. А. Каламкарян, В. Г. Акимов, И. А. Казанцева ; Отв. ред. А. М. Вихерт, Л. М. Непомнящих; АН СССР, Сиб. отд-ние, АМН СССР, Сиб. отд-ние, Ин-т клинич. и эксперим. медицины, 111,[1] с., [12] л. ил. 22 см, Новосибирск Наука Сиб. отд-ние 1986
- Саркома Капоши / А. А. Каламкарян, В. Г. Акимов, И. А. Казанцева ; Отв. ред. А. М. Вихерт, Л. М. Непомнящих; АН СССР, Сиб. отд-ние, АМН СССР, Сиб. отд-ние, Ин-т клинич. и эксперим. медицины, 111,[1] с., [12] л. ил. 22 см, Новосибирск Наука Сиб. отд-ние 1986
- Хроническая стафилококковая инфекция кожи / А. А. Каламкарян, А. М. Бухарович, 131,[2] с. ил. 21 см, Киев Здоровья 1990
- Клинические и экспериментальные материалы к вопросу об эффективности хлортетрациклина (биомицина) и синтомицина при лечении пиодермитов [Текст] : Автореферат дис. на соискание ученой степени кандидата медицинских наук / Рост. н/Д гос. мед. ин-т. — Ростов н/Д : [б. и.], 1958

### Патенты
- Способ лечения псориаза (995791)
- Способ лечения рецидивирующего герпеса (1139436)
- Способ лечения линейных и унилатеральных невусов (1308334)[5][6]

## Достижения
- Заслуженный деятель науки РФ
- орден Отечественной войны II степени[7]
- Премия Совета Министров СССР